# Protaetia olivacea
Protaetia olivacea är en skalbaggsart som beskrevs av Ma 1993. Protaetia olivacea ingår i släktet Protaetia och familjen Cetoniidae. Inga underarter finns listade i Catalogue of Life.